# Cirrocumulus lenticularis
Un cirrocumulus lenticularis est une des espèces du genre cirrocumulus. L'espèce lenticularis peut également se retrouver dans d'autres familles de nuages, dont l'altocumulus lenticularis, à altitude moyenne de la tropopause, et le stratocumulus lenticularis à basse altitude, selon le niveau où se produit le ressaut dans l'atmosphère ou l'onde orographique à leur source.

## Description
Un cirrocumulus lenticularis ou nuage lenticulaire est un nuage de haute altitude stationnaire en forme de profil d'aile d'avion, qu'on retrouve en aval du sommet des montagnes sous le vent, signant la présence d'un ressaut en atmosphère libre ou d'une onde orographique en aval de montagnes. En réalité, il se reforme en permanence du côté du vent et se dissout de l'autre côté, réalisant un nuage stationnaire contrastant avec le vent horizontal fort à cette altitude qui devrait le déplacer rapidement. Ces nuages peuvent parfois prendre une couleur irisée selon l'angle incident du soleil.